# UBESS
UBESS (풀이: Used Battery Energy Storage System)는 전기차에서 수명을 다한 배터리를 에너지저장장치(ESS)로 재활용하는 시스템이다.

## 상세
전기차에서 사용이 끝난 배터리 내부에는 에너지를 충분히 저장할 수 있는 용량이 남아 있어 3~10년까지 활용이 가능하며, UBESS는 이러한 배터리의 잔여 용량을 활용할 수 있다. 폐배터리 여러 개를 활용해 ESS 설비를 구축한 다음 전력을 저장해두면 가정, 빌딩, 공장 등에 전력 공급이 가능하다. 

## 기업 현황
르노삼성-LG화학
2019년 10월 31일, 르노삼성과 LG 화학은 대한민국 ESS 개발 사업을 위해 협약을 체결했다. 르노삼성은 전기차에서 나온 폐배터리를 LG화학에 제공하며, LG화학은 폐배터리에 최적화된 ESS를 2021년까지 구축하고 시험 운영한다.
현대자동차그룹
2019년 9월 9일, 에너지솔루션기업 OCI와 전기차 폐배터리 재활용 에너지저장장치 실증 및 분산발전 사업 협력 양해각서를 체결했다. 자체 개발한 전기차 폐배터리 재활용 에너지저장장치를 북미 상업용 태양광발전소에 연계해 실증사업을 시작, 신재생에너지를 활용한 분산발전 사업모델을 발굴했다. 2019년 9월 27일, 대한민국 한국수력원자력과 전기차 폐배터리 재활용 ESS사업 공동개발 업무협약을 체결했으며 2020년 5월 29일, 한화큐셀과 태양광 연계 에너지저장장치 사업협력 MOU를 체결했다.

## 배터리 재활용 시장 현황
2020년 3월 3일, 시장조사기관 마켓앤마켓은 전기차 배터리 재활용 시장 규모가 2019년 기준 약 1.6조 원이며, 2030년에는 약 20조까지 성장할 것으로 밝혔다.

## 같이 보기
- 배터리
- 전기자동차
- 재활용
- 에너지 저장